# Zarzęcin
Zarzęcin (prononciation [zaˈʐɛnt͡ɕin]) est un village de la gmina de Mniszków, du powiat d'Opoczno, dans la voïvodie de Łódź, situé dans le centre de la Pologne.
Il se situe à environ 9 kilomètres au nord-ouest de Mniszków (siège de la gmina), 25 kilomètres à l'ouest d'Opoczno (siège du powiat) et 52 kilomètres au sud-est de Łódź (capitale de la voïvodie).

## Administration
De 1975 à 1998, le village était attaché administrativement à l'ancienne voïvodie de Piotrków. Depuis 1999, il fait partie de la nouvelle voïvodie de Łódź.